# Парк (округ, Вайоминг)
Округ Парк (англ. Park County) — округ, расположенный в штате Вайоминг (США) с населением в 25 786 человек по статистическим данным переписи 2000 года. Около 53 % территории округа занимает часть Йеллоустонского национального парка.
Столица округа находится в городе Коди.

## История
Округ Парк был образован 15 февраля 1909 году и получил своё название по расположенному на его территории части Йеллоустонского национального парка.

## География
По данным Бюро переписи населения США округ Парк имеет общую площадь в 18 050 квадратных километров, из которых 17 980 кв. километров занимает земля и 67 кв. километров — вода. Площадь водных ресурсов округа составляет 0,37 % от всей его площади.

### Соседние округа
- Парк (Монтана) — север
- Карбон (Монтана) — северо-восток
- Биг-Хорн — восток
- Уошаки — восток
- Хот-Спрингс — юго-восток
- Фримонт — юг
- Титон — юго-запад
- Галлатин (Монтана) — северо-запад

### Природные достопримечательности
- Йеллоустонский национальный парк
  - Гора Холмс
  - Река Йеллоустон
    - Йеллоустонские водопады
- Национальный заповедник Бриджер-Титон
- Национальный заповедник шошонов

## Демография

Распределение населения округа Парк по возрастным диапазонам

По данным переписи населения 2000 года в округе Парк проживало 25 786 человек, 7094 семьи, насчитывалось 10 312 домашних хозяйств и 11 869 жилых домов. Средняя плотность населения составляла 1,434 человек на один квадратный километр. Расовый состав округа по данным переписи распределился следующим образом: 96,46 % белых, 0,09 % чёрных или афроамериканцев, 0,47 % коренных американцев, 0,44 % азиатов, 0,05 % выходцев с тихоокеанских островов, 1,08 % смешанных рас, 1,41 % — других народностей. Испано- и латиноамериканцы составили 13,3 % от всех жителей округа.
Из 10 312 домашних хозяйств в 30,10 % — воспитывали детей в возрасте до 18 лет, 58,90 % представляли собой совместно проживающие супружеские пары, в 7,10 % семей женщины проживали без мужей, 31,20 % не имели семей. 26,20 % от общего числа семей на момент переписи жили самостоятельно, при этом 10,00 % составили одинокие пожилые люди в возрасте 65 лет и старше. Средний размер домашнего хозяйства составил 2,42 человек, а средний размер семьи — 2,92 человек.
Население округа по возрастному диапазону по данным переписи 2000 года распределилось следующим образом: 24,40 % — жители младше 18 лет, 9,10 % — между 18 и 24 годами, 25,20 % — от 25 до 44 лет, 26,70 % — от 45 до 64 лет и 14,50 % — в возрасте 65 лет и старше. Средний возраст жителей округа составил 40 лет. На каждые 100 женщин в округе приходилось 95,00 мужчин, при этом на каждых сто женщин 18 лет и старше приходилось 93,10 мужчин также старше 18 лет.
Средний доход на одно домашнее хозяйство в округе составил 35 829 долларов США, а средний доход на одну семью в округе — 41 406 долларов. При этом мужчины имели средний доход в 33 452 доллара в год против 20 500 долларов среднегодового дохода у женщин. Доход на душу населения в округе составил 18 020 долларов США в год. 8,40 % от всего числа семей в округе и 12,70 % от всей численности населения находилось на момент переписи населения за чертой бедности, при этом 16,60 % из них были моложе 18 лет и 8,30 % — в возрасте 65 лет и старше.

## Главные автодороги
- US 14A
- US 14A
- US 16
- US 20
- US 191
- US 212
- US 287
- WH 120
- WH 296

## Населённые пункты

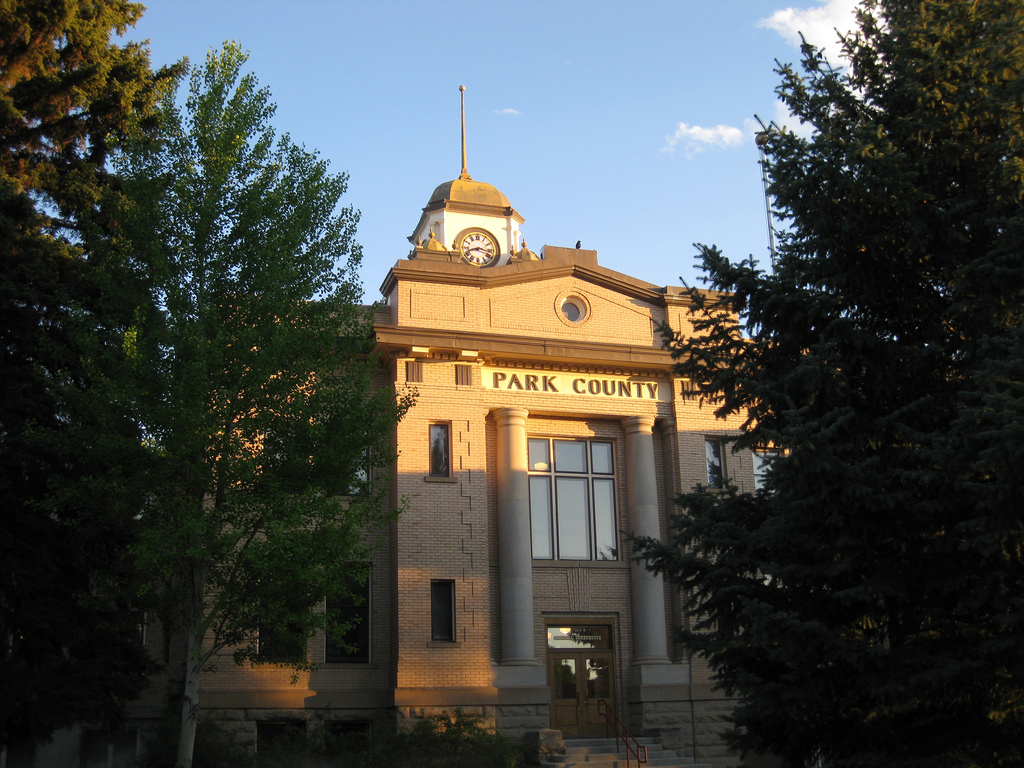
Здание окружного суда (Коди, округ Парк, Вайоминг)

### Города
- Коди
- Пауэлл
- Франни
- Мититсе

### Статистически обособленные местности
- Гарленд
- Ролстон

### Другие
- Уапити
- Янкис